# کنسول جستجوی گوگل
کنسول جستجوی گوگل (به انگلیسی: Google Search Console) یا ابزار وبمستری(به انگلیسی: Google Webmaster Tools) گوگل  یک سرویس رایگان است که توسط گوگل ارائه می‌شود و به شما کمک می‌کند تا بتوانید سایت خود را در نتایج جستجوی گوگل نظارت و عیب‌یابی کنید.
از تاریخ ۲۰ مه ۲۰۱۵، گوگل، Google Webmaster Tools را به عنوان کنسول جستجوی گوگل معرفی کرد. در ژانویه ۲۰۱۸، گوگل نسخه جدیدی از کنسول جستجو را با یک رابط کاربری تازه و بهبود یافته معرفی کرد. ابزارهای مختلفی مانند Performance, Mobile Usability, Index Coverage, Breadcrumbs, Google Discover و بسیاری دیگر در این کنسول قرار گرفته‌اند که شما می‌توانید به رایگان از تمامی آنها استفاده نمایید.

## اطلاعاتی که سرچ کنسول در اختیار شما قرار می‌دهد
- تأیید اینکه گوگل می‌تواند سایت شما را پیدا و کرال کند.
- گزارش خطا و عیب‌یابی صفحات.
- امکان درخواست ایندکس صفحات به گوگل.
- مشاهده تعداد ورودی‌های وبسایت و تعداد دفعاتی که کلمات و عبارت‌ها توسط جستجو کنندگان در صفحات گوگل ظاهر می‌شود.
- نمایش دادن رتبه و نرخ کلیک(CTR) کلمات و عبارات وبسایت شما.[۴]
- نشان می‌دهد که کدام سایت‌ها به وب سایت شما لینک دارند.[۵]

## آشنایی با برخی از قابلیت‌های این ابزار

### Performance (کارایی)
بخش Performance؛ شامل آمار و اطلاعات دقیقی از میزان جستجوی کلمات، جایگاه ما در نتایج جستجو و نرخ کلیک کاربران بر روی لینک‌های سایت در اختیار ما قرار می‌دهد. بررسی اطلاعات آماری این بخش به ما کمک می‌کند درک درستی از جایگاه فعلی خود و پتانسیل‌های موجود برای جذب بازدیدکنندگان بیشتر داشته باشیم.

### Mobile Usability (قابلیت استفاده از موبایل)
با افزایش میزان استفاده از موبایل، رعایت استانداردهای طراحی سایت برای موبایل و نمایش صحیح محتوا به کاربران اهمیت ویژه ای یافته‌است. در سال ۲۰۱۸ و با معرفی الگوریتم Mobile First Index می‌توان گفت این اهمیت دو چندان شده‌است.
این ابزار قدرتمند به صورت مستمر صفحات سایت ما را آنالیز کرده و در صورت مشاهده هر گونه خطا یا ایراد به ما اطلاع می‌دهد. برای مثال چند نمونه از این خطاها عبارتند از:
- اگر چند عنصر که به‌صورت لینک هستند، خیلی به هم نزدیک باشند به‌صورتی که به‌راحتی قابل تفکیک از هم نباشند.
- محتویات صفحه بزرگتر از صفحه نمایش باشد.
- متن موجود در صفحه به میزانی ریز باشد که قابل خواندن نباشد.

### Index Coverage (پوشش شاخص)
سایت‌های اینترنتی اکثراً صفحات بسیاری دارند. با گذشت چند ماه یا چند سال از فعالیت یک سایت معمولاً بسیاری از این صفحات حذف می‌شوند یا آدرس آنها تغییر می‌کند. در این شرایط لینک سازی‌های داخلی و خارجی شما به صفحات ۴۰۴ منتهی می‌شوند که می‌تواند تأثیر منفی زیادی بر تجربه کاربری و سئو سایت شما داشته باشد.
در نسخه جدید کنسول جستجوی گوگل ابزار جدیدی با عنوان Index Coverage جایگزین ابزار قدیمی Crawl Errors شده‌است که به ما کمک می‌کند تا این صفحات را شناسایی کرده و دلیل بروز خطا را به راحتی پیدا کنیم. علاوه بر خطای ۴۰۴ مشکلاتی مانند عدم دسترسی به سایت، محدودیت دسترسی برای گوگل و عدم درج صفحه در نقشه سایت نیز در این بخش به شما اطلاع داده می‌شود.
در تب Excluded این قسمت نیز صفحاتی نشان داده می‌شوند که به هر دلیل ایندکس index نشده‌اند. صفحاتی که در این قسمت هستند در نتایج SERP نشان داده نمی‌شوند. اگر این صفحات برای شما مهم نیستند، می‌توانید آنها را نادیده بگیرید و نگران تأثیر منفی آنها بر سئوی سایت خود نباشید.

### pages (صفحات)
در این قسمت از سرچ کنسول گوگل که در نسخه‌های قدیمی تر آن نمایش داده می‌شود، می‌توان تمام صفحاتی که ایندکس شدن، صفحاتی که خزیده شده‌اند اما ایندکس نشده‌اند، صفحاتی که دارای ارور هستند را مشاهده کنید.

### Sitemaps (نقشه‌های سایت)
در این قسمت نقشه کامل سایت را برای خزیدن موتور جستجوی گوگل در اختیار گوگل قرار می‌دهید. سایت مپ درواقع راهنمای خزیدن ربات‌های گوگل و سایر موتورهای جستجو می‌باشد.برای نحوه فعال سازی روی وب سایت خودتان این مقاله را مطالعه بفرمایید.